# 马丁·赖尔
馬丁·賴爾爵士，FRS（1918年9月27日—1984年10月14日），英國射電天文學家，賴爾開發出革命性的射電望遠鏡系統，且使用這套系統對弱射電源準確定位和成像。1964年賴爾與馮堡（D.D. Vonberg）首度發表了無線射頻的天文干涉儀概念（縱然另有聲稱認為悉尼大學的約瑟夫·波悉在同年較早時候已實際製作出天文干涉儀。）賴爾在大學中利用經改良的設備，能觀察到當時已知宇宙中最遠的星系，賴爾也是劍橋大學卡文迪許實驗室天體物理組的第一位教授，並創辦了马拉德射电天文台，1972至1982年間受任命為皇家天文學家。
賴爾與安東尼·休伊什共同獲得1974年的諾貝爾物理學獎，是諾貝爾獎第一次授獎表彰天文研究。

## 教育和早期生活
馬丁賴爾出生在布萊頓，是約翰阿爾弗雷德賴爾教授和馬丁（姓史高麗）賴爾的兒子，牛津大學哲學教授吉伯特賴爾的姪子。他在布萊德費爾德學院完成學業後，賴德在牛津大學基督堂學院學習物理學。1939年，賴德與電信研究機構（TRE）合作，在二戰期間研究與設計機載雷達與天線。戰後，他獲得卡文迪許實驗室的獎學金。